# 鳗尾䱀
鳗尾䱀（学名：Liobagrus anguillicauda）为輻鰭魚綱鯰形目钝头鮠科䱀属的鱼类，是中国的特有物种。分布于东南沿海各溪流等，體長可達10公分，棲息在底層水域，生活習性不明。该物种的模式产地在福建。